# Acraea eliana
Acraea eliana är en fjärilsart som beskrevs av Embrik Strand 1911. Acraea eliana ingår i släktet Acraea och familjen praktfjärilar. Inga underarter finns listade i Catalogue of Life.